# William Thierry Preyer
William Thierry Preyer (Mánchester, Reino Unido; 4 de julio de 1841-Wiesbaden, Alemania; 15 de julio de 1897) fue un fisiólogo nacido en Inglaterra que trabajó en Alemania.

## Biografía
Preyer nació en Rusholme, Mánchester. Estudió fisiología y química en Heidelberg donde se doctoró en 1862. En 1866 obtuvo su título de médico en la Universidad de Bonn y en 1869 sucedió a Johann Czermak (1828-1873) como profesor de fisiología en la Universidad de Jena. En Jena también fue director del Instituto de Fisiología. Entre sus alumnos se encontraba el argentino Roberto Wernicke.
Preyer fue uno de los fundadores de la psicología científica infantil y un pionero en lo que respecta a la investigación del desarrollo humano basada en la observación y la experimentación empírica. Se inspiró en la teoría de la evolución de Charles Darwin y el trabajo de Gustav Fechner en psicofísica.
Fue autor de Die Seele des Kindes (El alma del niño) en 1882. Este fue un libro histórico sobre psicología del desarrollo escrito como un estudio de caso riguroso del desarrollo de su propia hija, incluidos los registros de observación. Fue traducido al inglés en 1888. También fue autor de otro libro histórico sobre fisiología del desarrollo titulado Specielle Physiologie des Embryo (Fisiología especial del embrión). Ambos trabajos sentaron las bases en sus respectivas disciplinas para el estudio futuro del desarrollo humano moderno.
En Jena, Preyer introdujo métodos de entrenamiento científico-experimentales en sus conferencias y también creó seminarios en el campo de la fisiología. 
Hoy, el "Premio William Thierry Preyer" es otorgado por la Sociedad Europea de Psicología del Desarrollo por la excelencia en la investigación del desarrollo humano.

## Obras
- De haemoglobino monitoringes et experime . disertación , (Universidad de Bonn) 1866.
- Muere Blutkrystalle . Jena 1871 - El "cristal de sangre".
- Naturwissenschaftliche Thatsachen und Probleme . Paetel, Berlín, 1880 - Hechos y problemas científicos.
- Die Entdeckung des Hypnotismus. Dargestellt von W. Preyer… Nebst einer ungedruckten Original-Abhandlung von Braid en Deutscher Uebersetzung . Berlín: Paetel, 1881 - El descubrimiento del hipnotismo. representado por W. Preyer ... También un ensayo original inédito de James Braid en traducción al alemán.
- Die Seele des Kindes: Beobachtungen über die geistige Entwicklung des Menschen in den ersten Lebensjahren . Grieben, Leipzig, 1882 - El alma del niño: observaciones sobre el desarrollo mental del hombre en los primeros años de vida.
- Der Hypnotismus. Ausgewählte Schriften von J. Braid. Deutsch herausgegeben von W. Preyer . Berlín: Paetel, 1882. - Hipnotismo. Escritos seleccionados de James Braid. Edición alemana de W. Preyer.
- Elemente der allgemeinen Physiologie: Kurz und leichtfasslich . Grieben, Leipzig, 1883 - Elementos de fisiología general.
- Der Hypnotismus: Vorlesungen gehalten an der K. Friedrich-Wilhelm's-Universität zu Berlin, von W. Preyer. Nebst Anmerkungen und einer nachgelassenen Abhandlung von Braid aus dem Jahre 1845 . Urban & Schwarzenberg, 1890 - Hipnotismo: conferencias impartidas en la Universidad de Berlín por W. Preyer; además de notas y memorias inéditas de James Braid en 1845.
- Zur Psychologie des Schreibens: Mit besonderer Rücksicht auf individuelle Verschiedenheiten der Handschriften. Hamburgo: Voss, 1895